# Presidente del Senado de España
El presidente del Senado de España es la máxima autoridad y representante del Senado, la cámara alta de las Cortes Generales. Es elegido de entre los senadores. Es la cuarta autoridad del Reino de España, por detrás del rey, el presidente del Gobierno y el presidente del Congreso de los Diputados.
Si bien comparte la representación de las Cortes Generales con el presidente del Congreso, la preponderancia constitucional que se otorga a este debido a la asimetría del bicameralismo español, permite al presidente del Congreso asumir el liderazgo de las Cortes, quedando el presidente del Senado en un segundo plano.

## Historia
El desdoblamiento de las Cortes de la monarquía española en dos cámaras se llevó a cabo inicialmente por el Estatuto Real de 1834, el cual contemplaba la existencia del llamado Estamento de Próceres junto al Estamento de Procuradores. El Estatuto Real fue derogado por una sublevación que restableció la vigencia de la Constitución de 1812, en la cual no se contemplaba sino una única cámara. La Constitución de 1837 restauró el sistema bicameral, al crear dos cuerpos colegisladores con el nombre de Congreso de los Diputados y Senado.
El Senado ha perdurado hasta nuestros días como segunda cámara del Parlamento español, aunque su composición y facultades hayan variado de acuerdo con lo dispuesto en las sucesivas constituciones. Entre 1923 y 1977 no existió Senado en España, porque desde el golpe de Estado del general Primo de Rivera las Cortes quedaron suspendidas, y lo mismo en la II República como durante la Dictadura de Francisco Franco las Cortes españolas estuvieron formadas por una única cámara.
El Senado, aun sin haber desaparecido legalmente, dejó de funcionar asimismo durante los períodos 1873-1876 y 1923-1931, en los que la Constitución política de la monarquía española estuvo suspendida a raíz de la proclamación de la I República y de la Dictadura de Primo de Rivera, respectivamente.
El Senado fue reintroducido por la Ley para la Reforma Política de 1977, y se conserva en la vigente Constitución española de 1978.

## Funciones
Corresponde al Presidente del Senado:
- Ser el Portavoz de la Cámara y su representante nato en todos los actos oficiales.
- Convocar y presidir las sesiones del Pleno del Senado y mantener el orden de las discusiones, dirigir los debates y convocar y presidir la Mesa del Senado.
- Convocar y presidir, cuando lo considere conveniente, cualquier Comisión del Senado.
- Anunciar el orden del día del Pleno del Senado.
- Mantener las comunicaciones con el Gobierno y las autoridades.
- Firmar, con uno de los Secretarios, los mensajes que el Senado haya de dirigir.
- Interpretar el Reglamento.
- Suplir, de acuerdo con la Mesa de la Comisión de Reglamento, las lagunas de este.
- Velar por la observancia del Reglamento, de la cortesía y de los usos parlamentarios.
- Aplicar las medidas relativas a disciplina parlamentaria.
- Las demás facultades previstas en la Constitución, las leyes y este Reglamento.[3]

## Elección
Al igual que el Presidente del Congreso, este se elige durante la sesión constitutiva de la Cámara que sigue a la celebración de las elecciones generales o durante el primer pleno tras las dimisión del Presidente. El presidente de la Cámara en la sesión constitutiva o tras la dimisión del anterior titular, será el senador de mayor edad.
Se necesita mayoría absoluta de senadores para elegir al presidente del Senado en primera votación. En caso de no alcanzarse, se organiza una segunda votación inmediatamente después de la proclamación de los resultados por el presidente de la sesión. En esta segunda votación, la mayoría simple es suficiente. Cada senador es libre de escribir el nombre que desee en su papeleta de voto, incluso si aquellos senadores del grupo mayoritario votan por un candidato predefinido por su partido.
Su mandato termina en caso de fallecimiento, dimisión, pérdida de la condición de senador o tras la disolución del Senado, previa a la celebración de elecciones generales.

## Listado de presidentes
Desde la promulgación de la Constitución española en 1978 ha habido 13 presidentes del Senado diferentes: dos centristas, seis socialistas (uno de ellos como independiente a propuesta del PSOE) y cinco populares. El presidente que más tiempo ha estado en el cargo ha sido el socialista Javier Rojo (7 años y 8 meses) y el que menos, Manuel Cruz (6 meses y 12 días).